# Eduard Martínez-Sabater i Seguí
 (mars 2024).
Pour les articles homonymes, voir Eduard Martínez, Martínez, Sabater et Seguí.
Eduard Martínez-Sabater i Seguí, né à Cheste en 1896 et mort à Valence en 1946 est un avocat et homme politique valencien.

## Biographie
Diplômé de droit de l'université de Valence, il milite dans Joventut Valencianista à partir de 1910, dont il est plus tard le président, tout en collaborant à son principal organe d'expression, le quotidien La Correspondencia de Valencia.
En 1920, il se présente aux élections municipales de Valence dans les rangs de l'Unió Valencianista Regional et écrit dans la revue El Cuento del Dumenge, où il défend une posture nationaliste. Peu après la proclamation de la dictature de Primo de Rivera toutefois, il adopte une position plus mesurée sur la question valencianiste et est désigné député provincial pour le district de Xàtiva-Albaida de janvier 1924 à mars 1925. Il publie des articles, à présent d'une idéologie plus proche de l'espagnolisme, dans divers journaux comme La Voz de Valencia, Diario de Valencia, Las Provincias et La Época. Il est également directeur de l'asile psychiatrique de Valence.
À la proclamation de la Seconde République espagnole, grâce à son amitié avec José Calvo Sotelo, il fonde la section valencienne du parti monarchiste Renovación Española et fait l’acquisition de La Voz de Valencia, depuis lequel il dirige des campagnes favorables à la monarchie et à la religion catholique. Il est également élu membre du Tribunal de garanties constitutionnelles de la République. Aux élections générales de 1936, il est tête de liste du Bloque Nacional, mais n'est pas élu. Dès lors il devient l'un des conspirateurs œuvrant à Valence pour le soulèvement nationaliste de juillet 1936. À la suite de l'échec du soulèvement à Valence, il est arrêté, mais libéré peu après et rejoint la zone dominée par les nationalistes, où il collabore activement à la réalisation de la propagande.
Lorsque les franquistes prennent Valence, il est nommé délégué de presse et censure du Movimiento et doyen du Collège officiel d'avocats de Valence, poste qu'il occupe jusqu'à sa mort. Il est également procurador (représentant des villes) au Parlement franquiste de 1943 à 1946.